# Ale Dumbsky
Ale Dumbsky (auch Ale Sexfeind, bürgerlich: Alexander Dumbsky) ist ein deutscher Musiker, Musikmanager und Mitbegründer des Hamburger Musiklabels Buback und der Band Die Goldenen Zitronen.

## Biografie
Der Musiker, dessen Künstlername Ale Sexfeind eine Hommage an die britische Band Alien Sex Fiend ist, war eines der Gründungsmitglieder und Schlagzeuger der Hamburger Band Die Goldenen Zitronen, welche er nach sechs Jahren 1990 verließ. Danach war er unter anderem Mitglied der Band Motion, zu der auch Schorsch Kamerun und Rocko Schamoni gehörten, und des Projektes Naked Navy.
1987 gründete Dumbsky zusammen mit seinem Bandkollegen Ted Gaier von Die Goldenen Zitronen in der Buttstraße 50 in Hamburg-Altona, wo sie in einer Wohngemeinschaft lebten, das Musiklabel Buback. Während Ted Gaier bereits im Folgejahr ausstieg, baute Dumbsky das Label weiter aus und betrieb es bis 2004. In dem Jahr verließ er das Label und widmete sich ausschließlich dem Musikverlag Sempex. Nach Dumbsky wurde 2005 der Maler Daniel Richter der neue Eigentümer des Musiklabels Buback.
2021 wurde Dumbsky von einem Polizisten angezeigt, da er diesen als „Schülerlotsen“ bezeichnet habe.

## Diskografie
Mit Die Goldenen Zitronen
Motion
- 1993: Ex-Leben (Land, Meer) (Album, CD / LP, What’s So Funny About…)

Naked Navy
- 1995: Scream Of The Hounded (Album, CD / LP, Buback)

## Filmografie
- 1993: Lost in Music (Fernsehdokumentationsreihe) – Hip Hop Hurrah (Mitwirkung) – Regie: Christoph Dreher, Rolf S. Wolkenstein
- 1994: Swingpfennig/Deutschmark (Fernsehfilm), (Mitwirkung) – Regie: Margit Czenki
- 2007: Übriggebliebene ausgereifte Haltungen, (Mitwirkung) – Regie: Peter Ott